# Telephlebia tillyardi
Telephlebia tillyardi – gatunek ważki z rodziny żagnicowatych (Aeshnidae).